# 勒蘇切尼鄉
44°05′N 25°40′E / 44.083°N 25.667°E
勒蘇切尼鄉（羅馬尼亞語：Comuna Răsuceni, Giurgiu），是羅馬尼亞的鄉份，位於該國南部，由久爾久縣負責管轄，面積79平方公里，海拔高度81米，2007年人口2,498，人口密度每平方公里31人。